# 보이보디나
보이보디나 자치주(세르비아어: Аутономна Покрајина Војводина 아우토놈나 포크라이나 보이보디나, 헝가리어: Vajdaság Autonóm Tartomány 버이더샥 어우토놈 털토마니[*]; 슬로바키아어: Autonómna Pokrajina Vojvodina; 루마니아어: Provincia Autonomă Voivodina; 크로아티아어: Autonomna Pokrajina Vojvodina; 루신어: Автономна Покраїна Войводина)는 중앙 유럽의 판노니아 평원에 자리잡은 세르비아의 자치주이다. 인구는 2백만여 명으로, 세르비아 인구의 27%를 차지한다. 주도(州都)는 노비사드이며, 이 곳의 최대 도시이기도 하다. 두 번째 도시는 수보티차이다. 보이보디나는 다민족, 다문화의 정체성을 가진 지방으로, 26개 이상의 민족이 살고 있으며, 공식 언어는 세르비아어 등 여섯 개이다.

## 역사
1910년에 오스트리아 헝가리 제국이 실시한 인구조사에 따르면, 이 지역 주민 가운데 세르비아인은 33.8%, 헝가리인은 28.1%, 오스트리아인은 21.4%를 차지했다. 제1차 세계 대전의 결과, 1918년에 오스트리아 헝가리 제국이 해체되면서 이 지역은 세르비아에 편입되어 세르비아인 크로아티아인 슬로베니아인 왕국의 영토가 되었다. 2차대전 이후에는 유고슬라비아 연방에 편입되었으며, 유고슬라비아 연방공화국이 붕괴하면서 세르비아의 영토로 남게 되었다.

## 행정 구역
주도(州都)는 노비사드이다.

## 경제
보이보디나는 세르비아의 곡창지대로 알려질 정도로 농업이 발달했는데 농산물 중 70% 가량이 옥수수다.

## 주민
보이보디나에서 비중이 큰 민족은 세르비아인(65%)과 헝가리인(14%)이다. 그 밖에 슬로바키아인, 크로아티아인, 불가리아인, 몬테네그로인, 루마니아인, 롬족 등 여러 민족이 거주한다.

## 언어
공용어는 세르비아어, 헝가리어, 슬로바키아어, 루마니아어, 크로아티아어, 판노니아 루신어 등 6개이다. 이 중 세르비아어 사용 인구가 76.6%로 가장 많고, 헝가리어 사용 인구가 14%로 두 번째로 많다. 그 밖에 슬로바키아어(2.7%), 루마니아어(1.45%), 롬어(1.08%), 크로아티아어(1.04%) 등도 쓰인다.

## 종교
세르비아의 인구가 다양한 민족으로 이뤄져 있기에 기독교, 그리스 정교회, 이슬람교, 천주교를 믿는 인구가 파편화되어 있다.

## 외부 링크

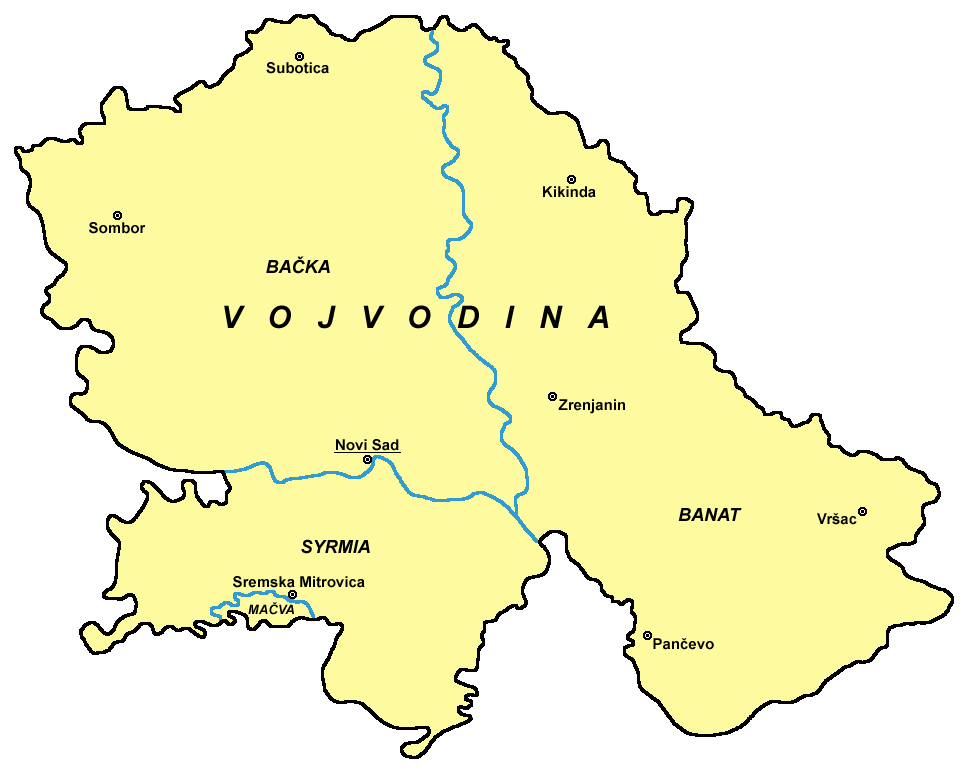